# Casa Montaner (Cervera)
La Casa Montaner és una obra de Cervera (Segarra) inclosa a l'Inventari del Patrimoni Arquitectònic de Catalunya.

## Descripció
Edifici de pedra, actualment arrebossat, de tres plantes.
La planta baixa és un porxo amb quatre columnes monolítiques que suporten el coll de la biga que permet avançar la part superior de la casa. La planta noble presenta dues portes balconeres quadrangulars, cadascuna de les quals té una barana de ferro bastant sobresortida. Damunt el balcó situat al costat esquerre hi ha un escut del llinatge Montaner. La segona planta és una golfa i presenta dos grans finestrals quadrangulars.

## Història
El 1613 havia estat concedida la llicència a Hug Montaner per a posar a les volades de la casa les quatre columnes de pedra que encara es conserven. En aquesta casa feren estada el rei Felip IV l'any 1626 i la Reina d'Hongria l'any 1630.